# ヴァージニティー (曲)
「ヴァージニティー」は日本の女性アイドルグループ・NMB48の楽曲。作詞は秋元康、作曲は田中俊亮が担当した。2012年8月8日にNMB48の5枚目のシングルとしてよしもとアール・アンド・シー（laugh out loud! records）から発売された。楽曲のセンターポジションは山本彩が務めた。

## 背景とリリース
前作「ナギイチ」から約3か月ぶりのシングル。前作と同様、「通常盤」の「Type-A」、「通常盤」の「Type-B」、「通常盤」の「Type-C」のほか、キャラアニ・チャンス限定発売の「劇場盤」の4形態で発売され、Type-A・Type-B・Type-Cでは3曲目の収録楽曲は異なる。
「ヴァージニティー」を歌う選抜メンバーは、前作から4人が入れ替わった。加藤夕夏と薮下柊の2人が3期生として初の選抜入り。岸野里香と木下春奈の2人が「純情U-19」以来約半年ぶりの選抜復帰。前作の選抜メンバーだった木下百花、近藤里奈、村上文香、矢倉楓子の4人が選抜から外れた。2012年9月28日に卒業、翌年に復帰した城恵理子が参加するシングル表題曲は一旦これが最後となったが、2015年発売の「ドリアン少年」で、約3年ぶりの選抜復帰となった。「ヴァージニティー」は、2012年7月9日の『HEY!HEY!HEY!』で初披露された。
今作では活動中のNMB48全メンバーがシングルに参加している。前作までは表題曲の選抜メンバーは全員が「白組」「紅組」のいずれかにも参加していたが、今作における「白組」「紅組」は人数は12人のままで選抜メンバーは一部のみの参加となっており、選抜入りしなかったメンバーの門戸が拡大したほか、新ユニット「難波鉄砲隊其之壱」もこれに準じた形となっている。また、一部の選抜メンバー・研究生は2曲兼任している楽曲もある。
キャッチコピーは「大人になんかなりたくない」。
通常盤3タイプには渡辺美優紀の入浴効果音「みるきーのちゃぷちゃぷ※歌ではありません」がそれぞれ異なるバージョンで収録。実際に入浴しながらの収録が行われ、入浴写真は月刊誌『BUBKA』（コアマガジン）2012年9月号に掲載され、渡辺の巻頭特集が組まれた。
衣装の色は、●ピンク、●水色、●緑、●紫の4色。

## 衣装
選抜メンバーの衣装の色分けは、以下の通りとなる。
| ●ピンク | 小谷里歩、薮下柊、吉田朱里、渡辺美優紀     |
| ●水色   | 小笠原茉由、門脇佳奈子、岸野里香、山田菜々 |
| ●緑     | 木下春奈、城恵理子、白間美瑠、福本愛菜     |
| ●紫     | 加藤夕夏、上西恵、谷川愛梨、山本彩         |

## アートワーク
| Type-A | 岸野里香、木下春奈、小谷里歩、城恵理子、上西恵、薮下柊、山田菜々、山本彩             |
| Type-B | 小笠原茉由、加藤夕夏、門脇佳奈子、白間美瑠、谷川愛梨、福本愛菜、吉田朱里、渡辺美優紀 |
| Type-C | 山本彩、渡辺美優紀                                                                   |
| 劇場盤 | 小笠原茉由、福本愛菜、山田菜々、山本彩、渡辺美優紀                                   |

## チャート成績
発売前日（集計初日）の2012年8月7日付オリコンデイリーシングルチャートで推定売上枚数約26万9000枚を記録し、初登場で1位にランクインした。初日の推定売上枚数は前作「ナギイチ」の約23万1000枚を上回った。
2012年8月20日付オリコン週間シングルチャートで初登場1位を記録した。NMB48としては前々作「純情U-19」以来、通算4作目の初登場1位となった。初動売上は約31万5000枚と前作の｢ナギイチ」より落としたが、デビューから5作連続の20万枚突破および「純情U-19」から3作連続の30万枚突破を達成した。

## ミュージック・ビデオ
MVの監督は深川栄洋。選抜メンバーの城恵理子・山田菜々・山本彩・渡辺美優紀の4姉妹が主役の32分15秒の長編でハートウォーミーなドラマ仕立てとなっている。

## メディアでの使用
「ヴァージニティー」は2ndシングル表題曲「オーマイガー!」から4作連続となる、ラウンドワンとNMB48とのコラボレーションキャンペーン『ROUND1 × NMB48』のCMソングとして使用された。また、関西テレビのNMB48冠バラエティ番組「どっキング48」のエンディングテーマ（2012年7月17日 - 10月9日）としても使用された。さらに、カレーハウスCoCo壱番屋TVCMソングとしても使用されていた。
「妄想ガールフレンド」は眠眠打破TVCMソングとしても使用されていた。

## シングル収録トラック

### 通常盤（Type-A）
| #         | タイトル                                 | 作詞      | 作曲      | 編曲           | 時間  |
| --------- | ---------------------------------------- | --------- | --------- | -------------- | ----- |
| 1.        | 「ヴァージニティー」                     | 秋元康    | 田中俊亮  | 増田武史       | 4:12  |
| 2.        | 「妄想ガールフレンド」                   | 秋元康    | 春行      | 武藤星児       | 3:45  |
| 3.        | 「僕らのレガッタ」(白組)                 | 秋元康    | 中村望    | 野中“まさ”雄一 | 4:20  |
| 4.        | 「みるきーのちゃぷちゃぷ Type-A」        |           |           |                | 0:39  |
| 5.        | 「ヴァージニティー（off vocal ver.）」   |           |           |                | 4:12  |
| 6.        | 「妄想ガールフレンド（off vocal ver.）」 |           |           |                | 3:45  |
| 7.        | 「僕らのレガッタ（off vocal ver.）」     |           |           |                | 4:15  |
| 合計時間: | 合計時間:                                | 合計時間: | 合計時間: | 合計時間:      | 25:08 |

| #  | タイトル                                                            | 作詞 | 作曲・編曲 |
| -- | ------------------------------------------------------------------- | ---- | ---------- |
| 1. | 「ヴァージニティー（ミュージックビデオ）」                          |      |            |
| 2. | 「ヴァージニティー（ミュージックビデオ ダンスミックスバージョン）」 |      |            |
| 3. | 「妄想ガールフレンド（ミュージックビデオ）」                        |      |            |
| 4. | 「僕らのレガッタ （ミュージックビデオ）」                           |      |            |
| 5. | 「特典映像「おやすみ映像（前編）」」                                |      |            |

### 通常盤（Type-B）
| #         | タイトル                                 | 作詞      | 作曲      | 編曲      | 時間  |
| --------- | ---------------------------------------- | --------- | --------- | --------- | ----- |
| 1.        | 「ヴァージニティー」                     | 秋元康    | 田中俊亮  | 増田武史  | 4:12  |
| 2.        | 「妄想ガールフレンド」                   | 秋元康    | 春行      | 武藤星児  | 3:45  |
| 3.        | 「存在してないもの」(紅組)               | 秋元康    | 平義隆    | 佐々木裕  | 4:00  |
| 4.        | 「みるきーのちゃぷちゃぷ Type-B」        |           |           |           | 0:41  |
| 5.        | 「ヴァージニティー（off vocal ver.）」   |           |           |           | 4:12  |
| 6.        | 「妄想ガールフレンド（off vocal ver.）」 |           |           |           | 3:45  |
| 7.        | 「存在してないもの（off vocal ver.）」   |           |           |           | 3:54  |
| 合計時間: | 合計時間:                                | 合計時間: | 合計時間: | 合計時間: | 24:29 |

| #  | タイトル                                                            | 作詞 | 作曲・編曲 |
| -- | ------------------------------------------------------------------- | ---- | ---------- |
| 1. | 「ヴァージニティー（ミュージックビデオ）」                          |      |            |
| 2. | 「ヴァージニティー（ミュージックビデオ ダンスミックスバージョン）」 |      |            |
| 3. | 「妄想ガールフレンド（ミュージックビデオ）」                        |      |            |
| 4. | 「存在してないもの（ミュージックビデオ）」                          |      |            |
| 5. | 「特典映像「おやすみ映像（後編）」」                                |      |            |

### 通常盤（Type-C）
| #         | タイトル                                 | 作詞      | 作曲      | 編曲      | 時間  |
| --------- | ---------------------------------------- | --------- | --------- | --------- | ----- |
| 1.        | 「ヴァージニティー」                     | 秋元康    | 田中俊亮  | 増田武史  | 4:12  |
| 2.        | 「妄想ガールフレンド」                   | 秋元康    | 春行      | 武藤星児  | 3:45  |
| 3.        | 「砂浜でピストル」(難波鉄砲隊其之壱)     | 秋元康    | cAnON.    | K3CP      | 4:04  |
| 4.        | 「みるきーのちゃぷちゃぷ Type-C」        |           |           |           | 0:43  |
| 5.        | 「ヴァージニティー（off vocal ver.）」   |           |           |           | 4:12  |
| 6.        | 「妄想ガールフレンド（off vocal ver.）」 |           |           |           | 3:45  |
| 7.        | 「砂浜でピストル（off vocal ver.）」     |           |           |           | 4:00  |
| 合計時間: | 合計時間:                                | 合計時間: | 合計時間: | 合計時間: | 24:41 |

| #  | タイトル                                                            | 作詞 | 作曲・編曲 |
| -- | ------------------------------------------------------------------- | ---- | ---------- |
| 1. | 「ヴァージニティー（ミュージックビデオ）」                          |      |            |
| 2. | 「ヴァージニティー（ミュージックビデオ ダンスミックスバージョン）」 |      |            |
| 3. | 「妄想ガールフレンド（ミュージックビデオ）」                        |      |            |
| 4. | 「砂浜でピストル（ミュージックビデオ）」                            |      |            |
| 5. | 「NMB feat.吉本新喜劇 Vol.4」                                       |      |            |

### 劇場盤
| #         | タイトル                               | 作詞      | 作曲      | 編曲           | 時間  |
| --------- | -------------------------------------- | --------- | --------- | -------------- | ----- |
| 1.        | 「ヴァージニティー」                   | 秋元康    | 田中俊亮  | 増田武史       | 4:12  |
| 2.        | 「僕らのレガッタ」(白組)               | 秋元康    | 中村望    | 野中“まさ”雄一 | 4:20  |
| 3.        | 「存在してないもの」(紅組)             | 秋元康    | 平義隆    | 佐々木裕       | 4:00  |
| 4.        | 「ちょっと猫背」                       | 秋元康    | 市川裕一  | 市川裕一       | 3:36  |
| 5.        | 「ヴァージニティー（off vocal ver.）」 |           |           |                | 4:12  |
| 6.        | 「僕らのレガッタ（off vocal ver.）」   |           |           |                | 4:15  |
| 7.        | 「存在してないもの（off vocal ver.）」 |           |           |                | 3:54  |
| 8.        | 「ちょっと猫背（off vocal ver.）」     |           |           |                | 3:31  |
| 合計時間: | 合計時間:                              | 合計時間: | 合計時間: | 合計時間:      | 32:00 |

## 選抜メンバー
- 小笠原茉由
- 加藤夕夏
- 門脇佳奈子
- 岸野里香
- 木下春奈
- 小谷里歩
- 城恵理子
- 上西恵
- 白間美瑠
- 谷川愛梨
- 福本愛菜
- 薮下柊
- 山田菜々
- 山本彩
- 吉田朱里
- 渡辺美優紀